# 内藤信光
内藤 信光（ないとう のぶみつ、慶長16年（1611年） - 延宝3年5月23日（1675年7月15日））は、江戸時代前期の寄合旗本（5000石）。通称は主税、官位は従五位下伊勢守。旗本（一時大名だった）内藤信広の長男。母は三宅康信の娘。正室は本多利長の娘。子に弌信、信清、信之、ほか。
元和7年（1621年）徳川秀忠に初御目見する。寛永9年12月6日（1633年）従五位下・伊勢守に叙任された。慶安3年（1650年）8月7日、父・信広の遺領を継ぎ、弟・信雪、信直、信通にそれぞれ1000を分与、自らは5000石を知行して交代寄合となった。
延宝3年（1675年）5月23日、江戸において死去した。享年65。法名は善閑。葬地は父・信広に同じとされている（「寛政譜」新訂13巻206頁）。家督は三男の信清が継いだ。

## 子女
「寛政譜」は次の4男3女をしるす。括弧内は『村上郷土史』所載系図による（75頁）。
- 牧野長門守成房の妻
- 「某」主税：早世
- 内藤弌信
- 吉十郎 信清：嗣子
- 女子（タケ、天和3年7月早世）
- 女子（ルリ、天和2年3月早世）
- 兵庫信之